# Orden rada
Orden rada bilo je odlikovanje SFRJ koje je osnovalo Predsjedništvo AVNOJ-a 1. svibnja 1945. godine. 28. studenog 1947. godine Savezno vijeće i Vijeće naroda Narodne skupštine FNRJ osnovali su i Medalju rada.
Orden rada imao je sljedeće stupnjeve:
- Orden rada s crvenom zastavom (do 1961. godine Orden rada I. reda) - 15. u redosljedu jugoslavenskih odlikovanja
- Orden rada sa zlatnim vijencem (do 1961. godine Orden rada II. reda) - 25. u redosljedu jugoslavenskih odlikovanja
- Orden rada sa srebrnim vijencem (do 1961. godine Orden rada III. reda) - 33. u redosljedu jugoslavenskih odlikovanja.

Ovo odlikovanje dodjeljivalo se "pojedincima, organizacijama udruženog rada, drugim organizacijama i jedinicama oružanih snaga SFRJ, koji postignu osobite uspjehe u privredi i za rad od osobitog značenja za napredak zemlje u ostalim društvenim djelatnostima."
- Orden rada sa srebrnim vijencem